# Erythrolamprus mertensi
Espèce
Synonymes
- Umbrivaga mertensi Roze, 1964

Statut de conservation UICN

 LC  : Préoccupation mineure
Erythrolamprus mertensi  est une espèce de serpents de la famille des Dipsadidae.

## Répartition
Cette espèce est endémique de l'État d'Aragua au Venezuela.

## Étymologie
Cette espèce est nommée en l'honneur de Robert Friedrich Wilhelm Mertens.

## Publication originale
- Roze, 1964 : The snakes of the Leimadophis-Urotheca-Liophis complex from Parque Nacional Henri Pitter (Rancho Grande), Venezuela, with a description of a new genus and species. Senckenbergiana Biologica, vol. 45, no 3/5, p. 533-542.